# Fonction de Massieu
Les fonctions de Massieu sont des fonctions établies par François Massieu dans le cadre de la thermodynamique. Il s'agit de potentiels thermodynamiques, Massieu étant, dans ses deux courtes publications parues en 1869, l'inventeur de cette notion, qu'il appelle fonction caractéristique.
Ces fonctions ont pour particularité d'utiliser comme variable l'inverse de la température plutôt que la température et d'être homogènes avec une entropie plutôt qu'avec une énergie : elles s'expriment en joules par kelvin, J/K. De plus elles croissent dans une transformation spontanée et atteignent un maximum à l'équilibre thermodynamique, alors qu'un potentiel thermodynamique « classique » décroît et atteint un minimum.

## Rappels de thermodynamique

### Premier principe de la thermodynamique
Le premier principe de la thermodynamique est un principe de conservation de l'énergie interne, notée {\displaystyle U}. Si l'on considère un système fermé siège d'une transformation quelconque (par ex. une réaction chimique) échangeant du travail {\displaystyle W} et de la chaleur {\displaystyle Q} avec le milieu extérieur, avec lequel il forme un système isolé, la variation de l'énergie interne du système est égale à la somme du travail et de la chaleur échangés avec le milieu extérieur :
| Variation de l'énergie interne du système : {\displaystyle \mathrm {d} U=\delta W+\delta Q} |

Le travail fourni par le système peut être dû à de nombreuses forces : force de pression, gravité, force électromagnétique, etc. Il faut donc, pour être exhaustif, considérer le travail fourni par le système comme la somme des travaux dus à chacune de ces forces : {\displaystyle \delta W=\delta W_{P}+\delta W_{g}+\delta W_{em}+\cdots }. Nous supposerons dans ce qui suit que le travail n'est dû qu'à des forces de pression. Le travail d'une force dont le travail est inutilisable (frottement, viscosité) est dégradé sous forme de chaleur.
Le premier principe de la thermodynamique pose que l'énergie globale du système isolé est conservée, autrement dit que la variation globale d'énergie du système et du milieu extérieur est nulle :
| Premier principe de la thermodynamique : {\displaystyle \mathrm {d} U+\mathrm {d} U_{\text{ext}}=0} |

avec :
- {\displaystyle U} l'énergie interne du système ;
- {\displaystyle U_{\text{ext}}} l'énergie interne du milieu extérieur.

### Deuxième principe de la thermodynamique
Le deuxième principe de la thermodynamique est un principe d'évolution de la transformation thermodynamique ayant lieu dans le système. Ce principe introduit la notion d'entropie, notée {\displaystyle S}. L'entropie du système est liée à la chaleur {\displaystyle Q} fournie par le système selon :
- pour une transformation réversible : {\displaystyle \mathrm {d} S={\delta Q \over T}} ;
- pour une transformation irréversible : {\displaystyle \mathrm {d} S>{\delta Q \over T}}.

Cette inégalité est appelée inégalité de Clausius :
| Inégalité de Clausius : {\displaystyle \mathrm {d} S\geq {\delta Q \over T}} |

Selon le deuxième principe de la thermodynamique, dans un processus spontané l'entropie globale du système et du milieu extérieur ne peut qu'augmenter :
| Deuxième principe de la thermodynamique : {\displaystyle \mathrm {d} S+\mathrm {d} S_{\text{ext}}\geq 0} |

avec :
- {\displaystyle S} l'entropie du système ;
- {\displaystyle S_{\text{ext}}} l'entropie du milieu extérieur.

La transformation ayant lieu dans le système peut être réversible ou irréversible. Une transformation réversible est vérifiée si on a l'égalité :
Une transformation irréversible est vérifiée si on a l'inégalité :
Le deuxième principe induit que l'entropie globale du système et du milieu extérieur ne peut qu'augmenter lors d'un processus spontané. Tout système thermodynamique évolue donc spontanément jusqu'à atteindre un équilibre caractérisé par un maximum de l'entropie globale du système et du milieu extérieur.

## Construction des fonctions caractéristiques de Massieu

### Définition générale d'une fonction caractéristique
Dans le cas du système et du milieu extérieur formant globalement un système isolé, nous posons :
- {\displaystyle P} la pression, en considérant que le système et le milieu extérieur sont en équilibre mécanique permanent pendant la transformation (le système et le milieu extérieur sont constamment à la même pression, celle-ci pouvant changer) ;
- {\displaystyle T} la température, en considérant que le système et le milieu extérieur sont en équilibre thermique permanent pendant la transformation (le système et le milieu extérieur sont constamment à la même température, celle-ci pouvant changer) ;
- {\displaystyle V} le volume du système ;
- {\displaystyle V_{\text{ext}}} le volume du milieu extérieur.

Le système et le milieu extérieur formant un système global isolé, donc à volume global constant, nous avons la contrainte sur les variations des volumes :
{\displaystyle \mathrm {d} V+\mathrm {d} V_{\text{ext}}=0}
En supposant que le travail fourni par le système soit dû aux seules forces de pression, une variation élémentaire de travail vaut : {\displaystyle \delta W=-P\,\mathrm {d} V}. On vérifie que le milieu extérieur reçoit le travail opposé : {\displaystyle -\delta W=P\,\mathrm {d} V=-P\,\mathrm {d} V_{\text{ext}}}.
Pour le milieu extérieur, nous considérons la transformation comme réversible. Le milieu reçoit la chaleur : {\displaystyle -\delta Q=T\,\mathrm {d} S_{\text{ext}}} ; en conséquence :
{\displaystyle \mathrm {d} U_{\text{ext}}=-P\,\mathrm {d} V_{\text{ext}}+T\,\mathrm {d} S_{\text{ext}}}
Pour le système, dans lequel nous considérons une transformation potentiellement irréversible, nous écrivons :
{\displaystyle \mathrm {d} U=\delta W+\delta Q}
{\displaystyle \delta W=-P\,\mathrm {d} V} (en supposant que le travail n'est dû qu'aux seules forces de pression)
{\displaystyle \mathrm {d} U=-P\,\mathrm {d} V+T\,\mathrm {d} S-\left[T\,\mathrm {d} S-\delta Q\right]}
On a en application du deuxième principe de la thermodynamique :
{\displaystyle T\,\mathrm {d} S-\delta Q=T\left[\mathrm {d} S-{\delta Q \over T}\right]=T\left[\mathrm {d} S+\mathrm {d} S_{\text{ext}}\right]\geq 0}
On peut donc écrire pour le système étudié :
{\displaystyle \mathrm {d} U+P\,\mathrm {d} V-T\,\mathrm {d} S=-T\left[\mathrm {d} S+\mathrm {d} S_{\text{ext}}\right]\leq 0}
Par conséquent, de façon générale, s'il existe une fonction d'état {\displaystyle \Psi }, appelée fonction caractéristique par Massieu, telle que :
| Fonction caractéristique : {\displaystyle \mathrm {d} \Psi =\mathrm {d} S-{\mathrm {d} U \over T}-{P \over T}\,\mathrm {d} V=\mathrm {d} S+\mathrm {d} S_{\text{ext}}} |

nous avons la condition d'évolution spontanée de la transformation dans le système, c'est-à-dire la condition d'évolution de la transformation laissée à elle-même, sans aucune contrainte exercée par le milieu extérieur sur le système :
| Condition d'évolution spontanée : {\displaystyle \mathrm {d} \Psi \geq 0} |

La fonction caractéristique {\displaystyle \Psi } varie dans le même sens que l'entropie globale du système et du milieu extérieur :
- l'entropie globale et la fonction augmentent selon le deuxième principe de la thermodynamique ;
- un équilibre thermodynamique est atteint lorsque l'entropie et la fonction atteignent un maximum.

Par construction, la fonction caractéristique est homogène avec une entropie: elle s'exprime en joules par kelvin, J/K.
Par comparaison, les potentiels thermodynamiques {\displaystyle U} énergie interne, {\displaystyle H} enthalpie, {\displaystyle F} énergie interne et {\displaystyle G} enthalpie libre décroissent et atteignent un minimum à l'équilibre. Ils sont homogènes avec une énergie et s'expriment en joules, J.
Cependant, il n'existe pas de fonction d'état simple dont la différentielle vérifie : {\displaystyle \mathrm {d} \Psi =\mathrm {d} S-{\mathrm {d} U \over T}-{P \over T}\,\mathrm {d} V}, mais cette égalité peut être vérifiée par certaines fonctions sous certaines contraintes. Il n'y a donc pas une mais plusieurs fonctions caractéristiques. Massieu a ainsi défini les deux fonctions {\displaystyle J} et {\displaystyle Y}, qui portent respectivement le nom de fonction de Massieu et de fonction de Planck. La première est utile dans les transformations à volume et température constants, la seconde dans les transformations à pression et température constantes.

### Fonction de Massieu
À volume constant {\displaystyle \mathrm {d} V=0}, à température constante {\displaystyle -{\mathrm {d} U \over T}=\mathrm {d} \!\left(-{U \over T}\right)}. On a :
{\displaystyle \mathrm {d} \Psi =\mathrm {d} S+\mathrm {d} \!\left(-{U \over T}\right)=\mathrm {d} \!\left[S-{U \over T}\right]}
Il apparaît une nouvelle fonction d'état appelée fonction de Massieu, notée {\displaystyle J} :
| Fonction de Massieu : {\displaystyle J=S-{U \over T}=-{F \over T}} |

avec {\displaystyle F=U-TS} l'énergie libre.
Nous avons la condition d'évolution spontanée :
La différentielle de la fonction de Massieu vaut :
{\displaystyle \mathrm {d} J=\mathrm {d} S-{\mathrm {d} U \over T}-U\,\mathrm {d} \!\left({1 \over T}\right)}
Avec {\displaystyle \mathrm {d} U=-P\,\mathrm {d} V+T\,\mathrm {d} S+\sum _{i=1}^{N}\mu _{i}\,\mathrm {d} n_{i}-\left[T\,\mathrm {d} S-\delta Q\right]}, on obtient :
En conséquence :
- pour une transformation réversible : {\displaystyle \mathrm {d} J={P \over T}\,\mathrm {d} V-U\,\mathrm {d} \!\left({1 \over T}\right)-\sum _{i=1}^{N}{\mu _{i} \over T}\,\mathrm {d} n_{i}} ;
- pour une transformation irréversible : {\displaystyle \mathrm {d} J>{P \over T}\,\mathrm {d} V-U\,\mathrm {d} \!\left({1 \over T}\right)-\sum _{i=1}^{N}{\mu _{i} \over T}\,\mathrm {d} n_{i}}.

Les variables naturelles de {\displaystyle J} sont {\displaystyle V}, {\displaystyle {1 \over T}} et les {\displaystyle n_{i}} : {\displaystyle J=J\!\left(V,{1 \over T},n\right)}.

### Fonction de Planck
À température constante {\displaystyle -{\mathrm {d} U \over T}=\mathrm {d} \!\left(-{U \over T}\right)}, à pression et température constantes {\displaystyle -{P \over T}\,\mathrm {d} V=\mathrm {d} \!\left({-PV \over T}\right)}. On a :
{\displaystyle \mathrm {d} \Psi =\mathrm {d} S+\mathrm {d} \!\left(-{U \over T}\right)+\mathrm {d} \!\left({-PV \over T}\right)=\mathrm {d} \!\left[S-{U \over T}-{PV \over T}\right]}
Il apparaît une nouvelle fonction d'état appelée fonction de Planck, notée {\displaystyle Y} :
| Fonction de Planck : {\displaystyle Y=S-{U \over T}-{PV \over T}=-{G \over T}} |

avec {\displaystyle G=U+PV-TS} l'enthalpie libre.
Nous avons la condition d'évolution spontanée :
La différentielle de la fonction de Planck vaut :
{\displaystyle \mathrm {d} Y=\mathrm {d} S-{\mathrm {d} U \over T}-U\,\mathrm {d} \!\left({1 \over T}\right)-{P \over T}\,\mathrm {d} V-V\,\mathrm {d} \!\left({P \over T}\right)}
Avec {\displaystyle \mathrm {d} U=-P\,\mathrm {d} V+T\,\mathrm {d} S+\sum _{i=1}^{N}\mu _{i}\,\mathrm {d} n_{i}-\left[T\,\mathrm {d} S-\delta Q\right]}, on obtient :
En conséquence :
- pour une transformation réversible : {\displaystyle \mathrm {d} Y=-V\,\mathrm {d} \!\left({P \over T}\right)-U\,\mathrm {d} \!\left({1 \over T}\right)-\sum _{i=1}^{N}{\mu _{i} \over T}\,\mathrm {d} n_{i}} ;
- pour une transformation irréversible : {\displaystyle \mathrm {d} Y>-V\,\mathrm {d} \!\left({P \over T}\right)-U\,\mathrm {d} \!\left({1 \over T}\right)-\sum _{i=1}^{N}{\mu _{i} \over T}\,\mathrm {d} n_{i}}.

Les variables naturelles de {\displaystyle Y} sont {\displaystyle {P \over T}}, {\displaystyle {1 \over T}} et les {\displaystyle n_{i}} : {\displaystyle Y=Y\!\left({P \over T},{1 \over T},n\right)}.
On remarquera que si l'on introduit :
{\displaystyle \mathrm {d} \!\left({P \over T}\right)={\mathrm {d} P \over T}+P\,\mathrm {d} \!\left({1 \over T}\right)}
dans la différentielle déterminée précédemment, on a :
{\displaystyle \mathrm {d} Y=-V\,\mathrm {d} \!\left({P \over T}\right)-U\,\mathrm {d} \!\left({1 \over T}\right)-\sum _{i=1}^{N}{\mu _{i} \over T}\,\mathrm {d} n_{i}+\left[\mathrm {d} S-{\delta Q \over T}\right]}
{\displaystyle =-{V \over T}\,\mathrm {d} \!P-\left[U+PV\right]\,\mathrm {d} \!\left({1 \over T}\right)-\sum _{i=1}^{N}{\mu _{i} \over T}\,\mathrm {d} n_{i}+\left[\mathrm {d} S-{\delta Q \over T}\right]}
{\displaystyle =-{V \over T}\,\mathrm {d} \!P-H\,\mathrm {d} \!\left({1 \over T}\right)-\sum _{i=1}^{N}{\mu _{i} \over T}\,\mathrm {d} n_{i}+\left[\mathrm {d} S-{\delta Q \over T}\right]}
avec {\displaystyle H=U+PV} l'enthalpie.
Dans ce cas les variables naturelles de {\displaystyle Y} sont {\displaystyle P}, {\displaystyle {1 \over T}} et les {\displaystyle n_{i}} : {\displaystyle Y=Y\!\left(P,{1 \over T},n\right)}.

## Relations

### Transformation de Legendre
Soit une fonction {\displaystyle y=f\!\left(x\right)} et la pente {\displaystyle p=f^{\prime }\!\left(x\right)}. On a la relation réciproque {\displaystyle x=f^{\prime }{}^{-1}\!\left(p\right)}. On crée une fonction {\displaystyle g\!\left(p\right)=f\!\left(x\right)-p\cdot x} appelée transformée de Legendre. Les fonctions {\displaystyle f} et {\displaystyle g} contiennent les mêmes informations mais la première est fonction de {\displaystyle x} et la deuxième de {\displaystyle p}. Les différentes fonctions caractéristiques sont des transformées de Legendre de l'entropie.
Si l'on considère la différentielle de l'énergie interne :
{\displaystyle \mathrm {d} U=-P\,\mathrm {d} V+T\,\mathrm {d} S+\sum _{i=1}^{N}\mu _{i}\,\mathrm {d} n_{i}}
on a la différentielle de l'entropie :
{\displaystyle \mathrm {d} S={P \over T}\,\mathrm {d} V+{1 \over T}\,\mathrm {d} U-\sum _{i=1}^{N}{\mu _{i} \over T}\,\mathrm {d} n_{i}}
L'entropie est une fonction du volume, de l'énergie interne et des quantités de matière : {\displaystyle S=f\!\left(V,U,n\right)}. On a les relations :
{\displaystyle \left({\partial S \over \partial V}\right)_{U,n}={P \over T}}
{\displaystyle \left({\partial S \over \partial U}\right)_{V,n}={1 \over T}}
{\displaystyle \left({\partial S \over \partial n_{i}}\right)_{V,U,n_{j\neq j}}=-{\mu _{i} \over T}}
On crée la transformée de Legendre pour remplacer la variable énergie interne par la variable {\displaystyle 1/T} :
{\displaystyle g_{1}\!\left(V,{1 \over T},n\right)=S-\left({\partial S \over \partial U}\right)_{V,n}\cdot U=S-{1 \over T}U=J\!\left(V,{1 \over T},n\right)}
On crée la transformée de Legendre pour remplacer la variable volume par la variable {\displaystyle P/T} et la variable énergie interne par la variable {\displaystyle 1/T} :
{\displaystyle g_{2}\!\left(V,{1 \over T},n\right)=S-\left({\partial S \over \partial V}\right)_{U,n}\cdot V-\left({\partial S \over \partial U}\right)_{V,n}\cdot U=S-{P \over T}V-{1 \over T}U=Y\!\left({P \over T},{1 \over T},n\right)}
On retrouve les fonctions de Massieu et de Planck. On peut de la même façon créer d'autres fonctions caractéristiques sans nom ni notation attribués.
On crée la transformée de Legendre pour remplacer la variable volume par la variable {\displaystyle P/T} :
{\displaystyle g_{3}\!\left({P \over T},U,n\right)=S-\left({\partial S \over \partial V}\right)_{U,n}\cdot V=S-{P \over T}V=\Psi _{1}\!\left({P \over T},U,n\right)}
On crée la transformée de Legendre pour remplacer la variable énergie interne par la variable {\displaystyle 1/T} et les variables quantités de matière par les variables {\displaystyle \mu _{i}/T} :
{\displaystyle g_{4}\!\left(V,{1 \over T},{\mu  \over T}\right)=S-\left({\partial S \over \partial U}\right)_{V,n}\cdot U-\sum _{i=1}^{N}\left({\partial S \over \partial n_{i}}\right)_{V,U,n_{j\neq j}}\cdot n_{i}=S-{1 \over T}U+\sum _{i=1}^{N}{\mu _{i} \over T}n_{i}=\Psi _{2}\!\left(V,{1 \over T},{\mu  \over T}\right)}

### Relation de Gibbs-Duhem
Si l'on considère la fonction de Planck :
{\displaystyle Y=-{G \over T}}
et l'intégrale d'Euler concernant l'enthalpie libre :
{\displaystyle G=\sum _{i=1}^{N}\mu _{i}n_{i}}
on a :
{\displaystyle \mathrm {d} Y=-\sum _{i=1}^{N}n_{i}\,\mathrm {d} \!\left({\mu _{i} \over T}\right)-\sum _{i=1}^{N}{\mu _{i} \over T}\,\mathrm {d} n_{i}}
Or la différentielle de la fonction de Planck vaut :
{\displaystyle \mathrm {d} Y=-V\,\mathrm {d} \!\left({P \over T}\right)-U\,\mathrm {d} \!\left({1 \over T}\right)-\sum _{i=1}^{N}{\mu _{i} \over T}\,\mathrm {d} n_{i}}
Nous pouvons identifier les différents termes des deux expressions de la différentielle, on obtient la relation de Gibbs-Duhem en représentation entropie  :
| Relation de Gibbs-Duhem en représentation entropie : {\displaystyle U\,\mathrm {d} \!\left({1 \over T}\right)+V\,\mathrm {d} \!\left({P \over T}\right)-\sum _{i=1}^{N}n_{i}\,\mathrm {d} \!\left({\mu _{i} \over T}\right)=0} |

ou encore :
avec {\displaystyle H=U+PV} l'enthalpie.

### Relation de Gibbs-Helmholtz
Si l'on considère la différentielle de la fonction de Massieu à composition constante :
{\displaystyle \mathrm {d} J={P \over T}\,\mathrm {d} V-U\,\mathrm {d} \!\left({1 \over T}\right)}
on a la dérivée partielle :
{\displaystyle \left({\partial J \over \partial {1 \over T}}\right)_{V,n}=-U}
soit, puisque {\displaystyle J=-{F \over T}} :
| {\displaystyle \left({\partial {F \over T} \over \partial {1 \over T}}\right)_{V,n}=U} |

De même, avec la différentielle de la fonction de Planck à composition constante:
{\displaystyle \mathrm {d} Y=-{V \over T}\,\mathrm {d} P-H\,\mathrm {d} \!\left({1 \over T}\right)}
on a la dérivée partielle :
{\displaystyle \left({\partial Y \over \partial {1 \over T}}\right)_{P,n}=-H}
soit, puisque {\displaystyle Y=-{G \over T}} :
| Relation de Gibbs-Helmholtz : {\displaystyle \left({\partial {G \over T} \over \partial {1 \over T}}\right)_{P,n}=H} |

On retrouve donc les deux relations de Gibbs-Helmholtz.
On a des relations similaires avec les fonctions caractéristiques. Ainsi, puisque {\displaystyle S} est le pendant de {\displaystyle U} et {\displaystyle F} de {\displaystyle J}, avec la différentielle de l'énergie libre à composition constante :
{\displaystyle \mathrm {d} F=-P\,\mathrm {d} V-S\,\mathrm {d} T}
on a la relation :
| {\displaystyle \left({\partial F \over \partial T}\right)_{V,n}=-S} |

pendant de {\displaystyle \left({\partial J \over \partial {1 \over T}}\right)_{V,n}=-U}.
De même, puisque {\displaystyle G} est le pendant de {\displaystyle Y} et {\displaystyle H} de {\displaystyle \Psi _{1}}, si l'on considère :
{\displaystyle \mathrm {d} \!\left({P \over T}\right)={\mathrm {d} P \over T}+P\,\mathrm {d} \!\left({1 \over T}\right)={\mathrm {d} P \over T}-{P \over T^{2}}\,\mathrm {d} T}
en introduisant :
{\displaystyle \mathrm {d} P=T\,\mathrm {d} \!\left({P \over T}\right)+{P \over T}\,\mathrm {d} T}
dans la différentielle de l'enthalpie libre à composition constante :
{\displaystyle \mathrm {d} G=V\,\mathrm {d} P-S\,\mathrm {d} T=VT\,\mathrm {d} \!\left({P \over T}\right)-\left(S-{P \over T}V\right)\,\mathrm {d} T=VT\,\mathrm {d} \!\left({P \over T}\right)-\Psi _{1}\,\mathrm {d} T}
on a la relation :
| {\displaystyle \left({\partial G \over \partial T}\right)_{{P \over T},n}=-\Psi _{1}} |

pendant de {\displaystyle \left({\partial Y \over \partial {1 \over T}}\right)_{P,n}=-H}.

### Capacités thermiques
La capacité thermique isochore d'un corps pur ou d'un mélange, notée {\displaystyle C_{V}}, représente la chaleur absorbée par ce corps à volume constant rapportée à la variation de température du corps engendrée par cette transformation. Si l'on considère cette transformation comme réversible on a, à volume constant :
{\displaystyle \delta Q_{V}=C_{V}\,\mathrm {d} T=T\,\mathrm {d} S=\mathrm {d} U}
D'où les relations :
{\displaystyle {C_{V} \over T}=\left({\partial S \over \partial T}\right)_{V,n}}
{\displaystyle C_{V}=\left({\partial U \over \partial T}\right)_{V,n}=\left({\partial {1 \over T} \over \partial T}\right)_{V,n}\left({\partial U \over \partial {1 \over T}}\right)_{V,n}=-{1 \over T^{2}}\left({\partial U \over \partial {1 \over T}}\right)_{V,n}}
En considérant l'équation d'état :
{\displaystyle \left({\partial J \over \partial {1 \over T}}\right)_{V,n}=-U}
on obtient :
| Capacité thermique isochore : {\displaystyle C_{V}=\left({\partial U \over \partial T}\right)_{V,n}=T\left({\partial S \over \partial T}\right)_{V,n}={1 \over T^{2}}\left({\partial ^{2}J \over \partial {1 \over T}^{2}}\right)_{V,n}} |

De même, la capacité thermique isobare d'un corps pur ou d'un mélange, notée {\displaystyle C_{P}}, représente la chaleur absorbée par ce corps à pression constante rapportée à la variation de température du corps engendrée par cette transformation. Si l'on considère cette transformation comme réversible on a, à pression constante :
{\displaystyle \delta Q_{P}=C_{P}\,\mathrm {d} T=T\,\mathrm {d} S=\mathrm {d} H}
D'où les relations :
{\displaystyle {C_{P} \over T}=\left({\partial S \over \partial T}\right)_{P,n}}
{\displaystyle C_{P}=\left({\partial H \over \partial T}\right)_{P,n}=\left({\partial {1 \over T} \over \partial T}\right)_{P,n}\left({\partial H \over \partial {1 \over T}}\right)_{P,n}=-{1 \over T^{2}}\left({\partial H \over \partial {1 \over T}}\right)_{P,n}}
En considérant l'équation d'état :
{\displaystyle \left({\partial Y \over \partial {1 \over T}}\right)_{P,n}=-H}
on obtient :
| Capacité thermique isobare : {\displaystyle C_{P}=\left({\partial H \over \partial T}\right)_{P,n}=T\left({\partial S \over \partial T}\right)_{P,n}={1 \over T^{2}}\left({\partial ^{2}Y \over \partial {1 \over T}^{2}}\right)_{P,n}} |

Les deux transformations sont considérées à composition constante et sans changement d'état du corps pur ou du mélange. Par construction les capacités thermiques sont homogènes avec une entropie et s'expriment en joules par kelvin, J/K.

## Comparaison entre potentiels thermodynamiques et fonctions caractéristiques
Le tableau suivant compare les potentiels thermodynamiques et les fonctions caractéristiques. Pour rendre les comparaisons plus flagrantes, les variables {\displaystyle P/T} et {\displaystyle \mu /T} des fonctions caractéristiques sont remplacées respectivement par {\displaystyle -P/T} et {\displaystyle -\mu /T}.
| Potentiel thermodynamique | Fonction caractéristique |
| Variables intensives | Variables intensives |
| --- | --- |
| Température {\displaystyle T} | (Sans nom) {\displaystyle {1 \over T}} |
| Pression {\displaystyle P} | (Sans nom) {\displaystyle -{P \over T}} |
| Potentiel chimique {\displaystyle \mu _{i}} | (Sans nom) {\displaystyle -{\mu _{i} \over T}} |
| Variables extensives | |
| Entropie {\displaystyle S} | Énergie interne {\displaystyle U} |
| Volume {\displaystyle V} | |
| Quantité de matière {\displaystyle n_{i}} | |
| Fonctions | |
| Énergie interne {\displaystyle U} Variables naturelles : {\displaystyle V}, {\displaystyle S}, {\displaystyle n} | Entropie {\displaystyle S} Variables naturelles : {\displaystyle V}, {\displaystyle U}, {\displaystyle n} |
| Enthalpie {\displaystyle H=U+PV} Variables naturelles : {\displaystyle P}, {\displaystyle S}, {\displaystyle n} | (Sans nom) {\displaystyle \Psi _{1}=S-{P \over T}V} Variables naturelles : {\displaystyle -{P \over T}}, {\displaystyle U}, {\displaystyle n}                                                                                       |
| Fonction de Helmholtz (Énergie libre) {\displaystyle F=U-TS} Variables naturelles : {\displaystyle V}, {\displaystyle T}, {\displaystyle n}                                                                                        | Fonction de Massieu {\displaystyle J=S-{1 \over T}U=-{F \over T}} Variables naturelles : {\displaystyle V}, {\displaystyle {1 \over T}}, {\displaystyle n}                                                                          |
| Fonction de Gibbs (Enthalpie libre) {\displaystyle G=U+PV-TS} Variables naturelles : {\displaystyle P}, {\displaystyle T}, {\displaystyle n}                                                                                       | Fonction de Planck {\displaystyle Y=S-{P \over T}V-{1 \over T}U=-{G \over T}} Variables naturelles : {\displaystyle -{P \over T}}, {\displaystyle {1 \over T}}, {\displaystyle n}                                                   |
| Grand potentiel {\displaystyle \Phi _{G}=U-TS-\sum _{i=1}^{N}\mu _{i}n_{i}} Variables naturelles : {\displaystyle V}, {\displaystyle T}, {\displaystyle \mu }                                                                      | (Sans nom) {\displaystyle \Psi _{2}=S-{1 \over T}U-\sum _{i=1}^{N}\left(-{\mu _{i} \over T}\right)n_{i}=-{\Phi _{G} \over T}} Variables naturelles : {\displaystyle V}, {\displaystyle {1 \over T}}, {\displaystyle -{\mu \over T}} |
| Évolution spontanée | |
| {\displaystyle \mathrm {d} U=\delta W+\delta Q} | {\displaystyle \mathrm {d} S\geq {\delta Q \over T}} |
| Premier principe de la thermodynamique {\displaystyle \mathrm {d} U+\mathrm {d} U_{\text{ext}}=0} | Deuxième principe de la thermodynamique {\displaystyle \mathrm {d} S+\mathrm {d} S_{\text{ext}}\geq 0} |
| L'énergie interne ne peut pas être calculée de façon absolue. | Troisième principe de la thermodynamique L'entropie d'un cristal parfait à 0 K est nulle. |
| {\displaystyle \mathrm {d} U\leq -P\,\mathrm {d} V+T\,\mathrm {d} S+\sum _{i=1}^{N}\mu _{i}\,\mathrm {d} n_{i}} | {\displaystyle \mathrm {d} S\geq -\left(-{P \over T}\right)\,\mathrm {d} V+{1 \over T}\,\mathrm {d} U+\sum _{i=1}^{N}\left(-{\mu _{i} \over T}\right)\,\mathrm {d} n_{i}}                                                           |
| Notation générale {\displaystyle \Phi =\Phi \left(x,y,n\right)} | Notation générale {\displaystyle \Psi =\Psi \left(x,y,n\right)} |
| Dans une transformation spontanée à {\displaystyle x} et {\displaystyle y} constantes {\displaystyle \mathrm {d} \Phi =-T\left[\mathrm {d} S+\mathrm {d} S_{\text{ext}}\right]\leq 0} {\displaystyle \Phi } ne peut que décroître. | Dans une transformation spontanée à {\displaystyle x} et {\displaystyle y} constantes {\displaystyle \mathrm {d} \Psi =\mathrm {d} S+\mathrm {d} S_{\text{ext}}\geq 0} {\displaystyle \Psi } ne peut que croître.                   |
| À l'équilibre {\displaystyle \mathrm {d} \Phi =0} {\displaystyle \Phi } atteint un minimum. | À l'équilibre {\displaystyle \mathrm {d} \Psi =0} {\displaystyle \Psi } atteint un maximum. |
| Relation de Gibbs-Duhem | |
| {\displaystyle S\,\mathrm {d} T-V\,\mathrm {d} P+\sum _{i=1}^{N}n_{i}\,\mathrm {d} \mu _{i}=0} | {\displaystyle U\,\mathrm {d} \!\left({1 \over T}\right)-V\,\mathrm {d} \!\left(-{P \over T}\right)+\sum _{i=1}^{N}n_{i}\,\mathrm {d} \!\left(-{\mu _{i} \over T}\right)=0}                                                         |
| Relations de Gibbs-Helmholtz | |
| {\displaystyle \left({\partial J \over \partial {1 \over T}}\right)_{V,n}=-U} | {\displaystyle \left({\partial F \over \partial T}\right)_{V,n}=-S} |
| {\displaystyle \left({\partial Y \over \partial {1 \over T}}\right)_{P,n}=-H} | {\displaystyle \left({\partial G \over \partial T}\right)_{-{P \over T},n}=-\Psi _{1}} |
| Capacités thermiques | |
| Capacité thermique isochore {\displaystyle C_{V}} à volume constant {\displaystyle \delta Q_{V}=C_{V}\,\mathrm {d} T=\mathrm {d} U=T\,\mathrm {d} S}                                                                               | |
| {\displaystyle C_{V}=\left({\partial U \over \partial T}\right)_{V,n}=-T\left({\partial ^{2}F \over \partial T^{2}}\right)_{V,n}}                                                                                                  | {\displaystyle -TC_{V}=\left({\partial S \over \partial {1 \over T}}\right)_{V,n}=-{1 \over T}\left({\partial ^{2}J \over \partial {1 \over T}^{2}}\right)_{V,n}}                                                                   |
| Capacité thermique isobare {\displaystyle C_{P}} à pression constante {\displaystyle \delta Q_{P}=C_{P}\,\mathrm {d} T=\mathrm {d} H=T\,\mathrm {d} S}                                                                             | |
| {\displaystyle C_{P}=\left({\partial H \over \partial T}\right)_{P,n}=-T\left({\partial ^{2}G \over \partial T^{2}}\right)_{P,n}}                                                                                                  | {\displaystyle -TC_{P}=\left({\partial S \over \partial {1 \over T}}\right)_{P,n}=-{1 \over T}\left({\partial ^{2}Y \over \partial {1 \over T}^{2}}\right)_{P,n}}                                                                   |

## Notations
- {\displaystyle F} l'énergie libre ;
- {\displaystyle G} l'enthalpie libre ;
- {\displaystyle H} l'enthalpie ;
- {\displaystyle J} la fonction de Massieu ;
- {\displaystyle n} la quantité de matière (nombre de moles) ;
- {\displaystyle P} la pression ;
- {\displaystyle S} l'entropie ;
- {\displaystyle T} la température thermodynamique ;
- {\displaystyle U} l'énergie interne ;
- {\displaystyle V} le volume ;
- {\displaystyle Y} la fonction de Planck ;
- {\displaystyle \mu } le potentiel chimique.